# Palazzo Cappa Camponeschi
Il Palazzo Cappa Camponeschi è un palazzo storico dell'Aquila.

## Storia
Il palazzo venne edificato dalla famiglia Camponeschi nel XIV secolo come residenza di campagna, in un'area di orti urbani frontale alla chiesa capoquarto di Santa Maria Paganica. Inizialmente la struttura era costituita solo da un piccolo palazzetto all'angolo tra via Paganica e piazza Santa Maria Paganica — attualmente noto come Casa Camponeschi Cappa o Palazzetto Colantoni Cappelli — cui si aggiunsero, tra il Cinquecento ed il Seicento, altre strutture riconducibili alle famiglie Ardinghelli, Franchi e Oliva.
Con le distruzioni operate dal terremoto del 1703, gli Ardinghelli decisero di ricostruire la porzione più rappresentativa del palazzo in stile tardo barocco, dando così luogo a Palazzo Ardinghelli. Le lungaggini nella ricostruzione dei palazzi nobiliari (i lavori cominciarono solo nel 1732) e la morte prematura di Filippo Ardinghelli, rimasto l'unico erede della casata, costrinsero all'interruzione del progetto originario, limitando lo spazio del nuovo edificio — che di fatto è asimmetrico rispetto alla piazza — e conservando così lo stile rinascimentale della vecchia residenza dei Camponeschi.
Sul finire del secolo una parte dell'edificio finì alla famiglia Cappelli mentre la restante venne acquistata dalla famiglia dei baroni Cappa, tuttora proprietari del palazzo. Danneggiato dal terremoto del 2009, il palazzo è stato restaurato e riaperto nel 2014.

## Descrizione
Palazzo Cappa Camponeschi costituisce l'angolo occidentale di un complesso isolato di cui fa parte anche Palazzo Ardinghelli, nel cuore del quarto di Santa Maria, tra l'asse decumanico di via Garibaldi, via Paganica e piazza Santa Maria Paganica con l'omonima chiesa capoquarto. A sua volta la struttura può essere suddivisa in una porzione meridionale più antica ed una settentrionale edificata nel Cinquecento.
La differenza stilistica è ben visibile nelle diverse facciate. Quella su via Garibaldi, inquadrata da pesanti contrafforti e con vistosa cornice marcapiano su cui s'innestano sei finestroni di stampo neoclassico; quella su via Paganica presenta un portale settecentesco con uno spazio d'ingresso voltato che rimanda all'architettura neorinascimentale di Palazzo Cappa Cappelli, altra residenza di famiglia posta su corso Vittorio Emanuele; infine l'angolo meridionale caratterizzato da un portale medievale ad arco acuto e quattro graziose bifore — due sul lato di via Paganica e due su quello della piazza — ad archetti ogivali.